# Stigmella hisaii
Stigmella hisaii là một loài bướm đêm thuộc họ Nepticulidae. Nó được tìm thấy ở Nhật Bản.
Ấu trùng ăn Castanopsis cuspidata. They probably mine the leaves of their host.